# Club Deportivo Ensidesa
El Club Deportivo Ensidesa fue un club de fútbol español de la ciudad de Avilés (Asturias). Se fundó en 1956, bajo el nombre de Club Deportivo Industrial Llaranes y desapareció en 1983 tras ser absorbido por el Real Avilés Club de Fútbol.

## Historia
En el año 1956 se fundó el Club Deportivo Industrial Llaranes junto al histórico barrio avilesino de Llaranes y se inscribió a dicho club en Segunda Regional de Asturias. Posteriormente el club fue creciendo y logrando ascensos hasta llegar a Tercera División en el año 1961. Posteriormente cambió su nombre a Club Deportivo Llaranes. 
Su desarrollo corre paralelo a la implantación en los años 1950 en Avilés de la empresa siderúrgica ENSIDESA, que ejercerá de polo de atracción de gente en busca de empleo y que creará un Grupo de Empresa con múltiples actividades deportivas, entre las que ya estaba el fútbol (que participaba en competiciones entre empresas). Dicha empresa pública provee de dinero, instalaciones y empleos para sus jugadores al aún C. D. Llaranes. Con el tiempo la empresa coge el control total del club y de este modo se acuerda entre los socios un cambio del nombre del equipo al de Club Deportivo Ensidesa, también se cambiaron la equipación y escudo. Los colores del club empezaron siendo camiseta verdiblanca y pantalón negro, pero pronto se cambió la camiseta "por los colores de la selección nacional".
Uno de los hechos más destacables, es que el club contó con la primera escuela de fútbol de España, en los años 1960. De donde salieron jugadores muy destacados como el delantero Quini. En las instalaciones de La Toba, donde la empresa construiría cinco campos de fútbol aparte del estadio de Santa Bárbara, que contó con iluminación artificial en fechas muy tempranas, también en la década de los 60.
Con el paso de los años el equipo se asentó en Tercera División en la que se mantuvo hasta 1975, cuando tras un segundo puesto en competición y tras lograr vencer en la promoción, consigue el ascenso a Segunda División, pues no existía aún la Segunda División B. El equipo descendió en la temporada siguiente.
En 1977 se crea la Segunda División B y el club disputa en ella su primera temporada. Se mantuvo en dicha categoría hasta la edición de 1981-82, cuando tras finalizar último desciende a Tercera División. No obstante el descenso es por un breve período de tiempo pues en 1983 tras vencer en la liga y nuevamente en la promoción el equipo logra el ascenso a Segunda División B.
Al llegar la reconversión siderúrgica debido a la mala situación financiera de ENSIDESA, la empresa empieza a recortar las aportaciones al equipo y se busca la unión con el otro club de la ciudad, el Real Avilés. Tras un primer intento fallido en 1982 por la negativa de los socios realavilesinos, al año siguiente, el 1 de julio de 1983, el equipo es absorbido (federativa y legalmente) por el Real Avilés C. F., dando origen al Real Avilés Industrial. El club mantendría el nombre hasta 2010, cuando lo cambió por el de Real Avilés.

## Estadio
El campo en el que se disputaban los partidos como local el equipo era el Estadio Santa Bárbara, llamado "Muro de Zaro" a partir de 1981. Está situado en el Poblado de Llaranes (Avilés), contaba con capacidad para unos 7000 espectadores y posteriormente tras la absorción por el Real Avilés C. F. fue utilizado por este en su última etapa de Segunda División.

## Uniforme
En sus últimas temporadas su uniforme oficial era casi completamente granate a excepción de las medias que eran blancas y en muchas ocasiones los pantalones también blancos o negros.
- Uniforme titular: Camiseta granate, pantalón granate y medias blancas .

## Datos del club
- Temporadas en 1.ª: 0
- Temporadas en 2.ª: 1
- Temporadas en 2ªB: 5
- Temporadas en 3.ª: 16

## Palmarés

### Torneos amistosos
- Trofeo Villa de Jovellanos: (2) 1972 y 1977.